# 羅茲諾夫

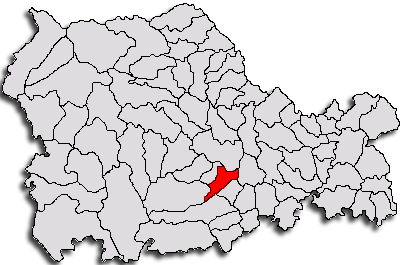

羅茲諾夫是羅馬尼亞的城鎮，位於該國東北部，距離首府皮亞特拉-尼亞姆茨14公里，由尼亞姆茨縣負責管轄，面積40.39平方公里，海拔高度280米，2007年人口9,315，大多數居民信奉東正教。